# Tocancipá
Tocancipá est une municipalité située dans le département de Cundinamarca, en Colombie.

## Sport
Depuis 1986, les 6 Heures de Bogota, une course automobile d'endurance, se déroulent sur le circuit automobile de Tocancipá tous les ans.